# Offenbacher Fußball-Club Kickers 1901 1977-1978
Questa voce raccoglie le informazioni riguardanti l'Offenbacher Fußball-Club Kickers 1901 nelle competizioni ufficiali della stagione 1977-1978.

## Stagione
Nella stagione 1977-1978 il Kickers Offenbach, allenato da Udo Klug, concluse il campionato di 2. Bundesliga al 5º posto. In Coppa di Germania il Kickers Offenbach fu eliminato al primo turno dal Colonia.

## Rosa
| N. |                     | Ruolo | Calciatore          |
| -- | ------------------- | ----- | ------------------- |
|    | Germania (bandiera) | P     | Bernd Helmschrot    |
|    | Germania (bandiera) | P     | Wilfried Kohls      |
|    | Germania (bandiera) | D     | Peter Berg          |
|    | Germania (bandiera) | D     | Josef Domes         |
|    | Germania (bandiera) | D     | Kurt Geinzer        |
|    | Germania (bandiera) | D     | Gerd Paulus         |
|    | Germania (bandiera) | D     | Ulrich Pechtold     |
|    | Germania (bandiera) | D     | Bernd Walz          |
|    | Germania (bandiera) | C     | Hermann Bitz        |
|    | Germania (bandiera) | C     | Rainer Blechschmidt |
|    | Germania (bandiera) | C     | Hubert Göhler       |

| N. |                     | Ruolo | Calciatore             |
| -- | ------------------- | ----- | ---------------------- |
|    | Germania (bandiera) | C     | Thomas Kroth           |
|    | Germania (bandiera) | C     | Udo Lasch              |
|    | Germania (bandiera) | C     | Stefan Lottermann      |
|    | Germania (bandiera) | C     | Gerd Müller            |
|    | Germania (bandiera) | C     | Bernd Nathmann         |
|    | Germania (bandiera) | C     | Bernd Rudolf           |
|    | Germania (bandiera) | A     | Walter Krause          |
|    | Germania (bandiera) | A     | Walter Plaggemeyer     |
|    | Germania (bandiera) | A     | Frank-Michael Schonert |
|    | Germania (bandiera) | A     | Alfred Seiler          |
|    | Germania (bandiera) | A     | Rudi Völler            |

## Organigramma societario
Area tecnica
- Allenatore: Udo Klug
- Allenatore in seconda:
- Preparatore dei portieri:
- Preparatori atletici:

## Calciomercato

### Sessione estiva
| Acquisti | Acquisti               | Acquisti                     | Acquisti |
| R.       | Nome                   | da                           | Modalità |
| -------- | ---------------------- | ---------------------------- | -------- |
| D        | Kurt Geinzer           | Norimberga                   |          |
| C        | Thomas Kroth           | SV Erlenbach                 |          |
| C        | Udo Lasch              | Schwarz-Weiß Essen           |          |
| C        | Gerd Müller            | Göttingen                    |          |
| D        | Gerd Paulus            | Röchling Völklingen          |          |
| D        | Ulrich Pechtold        | Norimberga                   |          |
| A        | Walter Plaggemeyer     | Göttingen                    |          |
| A        | Frank-Michael Schonert | Bayer Leverkusen             |          |
| A        | Rudi Völler            | Kickers Offenbach (juniores) |          |

| Cessioni | Cessioni            | Cessioni              | Cessioni |
| R.       | Nome                | a                     | Modalità |
| -------- | ------------------- | --------------------- | -------- |
| A        | Lars Bastrup        | IHF Århus             |          |
| C        | Zlatan Cajkovski    | Waldhof Mannheim      |          |
| D        | Volker Faß          | Osnabrück             |          |
| A        | Sigfried Held       | Borussia Dortmund     |          |
| C        | Günter Oleknavicius | Baunatal              |          |
| D        | Wolfgang Rausch     | Bayern Monaco         |          |
| D        | Gernot Rohr         | Bordeaux              |          |
| D        | Lothar Skala        | Eintracht Francoforte |          |
| D        | Amand Theis         | Borussia Dortmund     |          |

### Sessione invernale
| Acquisti | Acquisti | Acquisti | Acquisti |
| R.       | Nome     | da       | Modalità |
| -------- | -------- | -------- | -------- |

| Cessioni | Cessioni | Cessioni | Cessioni |
| R.       | Nome     | a        | Modalità |
| -------- | -------- | -------- | -------- |

## Risultati

### 2. Bundesliga

#### Girone di andata
| Arbitro: | Fleischer |

|                           |           |  |
| Seubert 49’, 59’ Dier 65’ | Marcatori |  |

| Arbitro: | Dölfel |

|                                      |           |            |
| Bitz 5’ Blechschmidt 36’ (rig.), 58’ | Marcatori | 24’ Nickel |

| Arbitro: | Schmoock |

|                                    |           |  |
| Živaljević 58’ Weyerich 88’ (rig.) | Marcatori |  |

| Arbitro: | Aldinger |

|                     |           |            |
| Geinzer 8’ Walz 14’ | Marcatori | 86’ Struth |

| Arbitro: | Ulm |

|                                                     |           |  |
| Paulus 10’ (aut.) Müller 15’ Emmerich 17’ Sterz 63’ | Marcatori |  |

| Arbitro: | Quindeau |

|                                      |           |  |
| Blechschmidt 34’ Müller 42’ Bitz 63’ | Marcatori |  |

| Offenbach am Main 10 settembre 1977 7ª giornata | Kickers Offenbach | 0 – 0 referto | FSV Francoforte | Stadion am Bieberer Berg (7 000 spett.)\| Arbitro: \| Nickel \| |
| Arbitro:                                        | Nickel            |               |                 |                                                                 |

| Arbitro: | Michel |

|             |           |                                      |
| Finkler 75’ | Marcatori | 11’ Paulus 79’ Bitz 83’ Blechschmidt |

| Arbitro: | Kuhn |

|                                                            |           |  |
| Bitz 23’, 45’, 49’ Blechschmidt 47’, 51’ Schonert 54’, 75’ | Marcatori |  |

| Arbitro: | Binninger |

|                                                    |           |  |
| Michelberger 22’ Geinzer 46’ (aut.) Hermandung 58’ | Marcatori |  |

| Arbitro: | Schumann |

|                                   |           |             |
| Seiler 2’ (rig.), 37’, 64’ (rig.) | Marcatori | 80’ Brendel |

| Arbitro: | Quindeau |

|  |           |                  |
|  | Marcatori | 60’ Blechschmidt |

| Arbitro: | Ferro |

|                                    |           |           |
| Seiler 21’ Müller 36’ Pechtold 55’ | Marcatori | 60’ Unger |

| Arbitro: | Dahler |

|                            |           |                            |
| Mießmer 4’, 34’ Bührer 78’ | Marcatori | 11’ Walz 32’, 54’ Schonert |

| Arbitro: | Gaus |

|                                                     |           |  |
| Seiler 6’, 45’, 71’ (rig.) Geinzer 20’ Pechtold 68’ | Marcatori |  |

| Arbitro: | Luca |

|                                                     |           |                         |
| Schabacker 29’ Cestonaro 42’ Lindemann 63’ Metz 76’ | Marcatori | 44’ (aut.) Westenberger |

| Arbitro: | Hontheim |

|                            |           |  |
| Plaggemeyer 45’ Krause 61’ | Marcatori |  |

| Arbitro: | Scheffner |

|                       |           |          |
| Schwickert 65’ (rig.) | Marcatori | 85’ Berg |

| Arbitro: | Drescher |

|                                                               |           |  |
| Krause 63’, 65’ (rig.) Bitz 69’ Blechschmidt 76’ Schonert 81’ | Marcatori |  |

#### Girone di ritorno
| Arbitro: | Biwersi |

|                    |           |          |
| Bitz 47’ Lasch 89’ | Marcatori | 53’ Dier |

| Arbitro: | Möckel |

|                                             |           |                                     |
| Lachmann 24’ Steiner 32’ Kovačević 45’, 58’ | Marcatori | 23’ Walz 33’ Paulus 53’ (rig.) Berg |

| Offenbach am Main 21 gennaio 1978 22ª giornata | Kickers Offenbach | 0 – 0 referto | Norimberga | Stadion am Bieberer Berg (12 000 spett.)\| Arbitro: \| Messmer \| |
| Arbitro:                                       | Messmer           |               |            |                                                                   |

| Arbitro: | Klauser |

|                                            |           |                                    |
| Krauth 5’ Günther 20’, 89’ Berger 35’, 67’ | Marcatori | 13’ Seiler 68’ Pechtold 78’ Völler |

| Arbitro: | Tritschler |

|                               |           |  |
| Seiler 19’, 90’ Bitz 66’, 67’ | Marcatori |  |

| Arbitro: | Ulm |

|             |           |  |
| Feulner 53’ | Marcatori |  |

| Arbitro: | Aldinger |

|            |           |                   |
| Weiler 54’ | Marcatori | 66’ (rig.) Seiler |

| Arbitro: | Dilg |

|                                                  |           |           |
| Bitz 61’ Lasch 63’ Blechschmidt 70’ Pechtold 79’ | Marcatori | 57’ Klein |

| Arbitro: | Linn |

|                        |           |                    |
| Saile 10’ Allgöwer 63’ | Marcatori | 6’ Lasch 8’ Seiler |

| Arbitro: | Föckler |

|                                          |           |  |
| Plaggemeyer 4’ Krause 49’, 51’ Lasch 77’ | Marcatori |  |

| Arbitro: | Scheffner |

|                                |           |                    |
| Hofmann 9’ Breuer 14’ Horn 17’ | Marcatori | 52’, 64’, 75’ Bitz |

| Arbitro: | Kipper |

|                                                                                     |           |  |
| Seiler 11’, 90’ Lottermann 14’ Martin 48’ (aut.) Krause 78’ Pechtold 79’ Paulus 80’ | Marcatori |  |

| Arbitro: | Walz |

|                                      |           |                            |
| Heinlein 15’ (rig.) Schäfer 31’, 36’ | Marcatori | 14’ (rig.) Bitz 21’ Krause |

| Arbitro: | Schumann |

|                                   |           |  |
| Lasch 23’ Müller 57’ Schonert 89’ | Marcatori |  |

| Arbitro: | Schmidhuber |

|                                             |           |                                                 |
| Dottorello 20’ Nusko 63’ Markert 73’ (rig.) | Marcatori | 21’, 69’ Blechschmidt 55’ Plaggemeyer 66’ Lasch |

| Arbitro: | Luca |

|              |           |               |
| Schonert 56’ | Marcatori | 61’ Cestonaro |

| Arbitro: | Kinzinger |

|            |           |                 |
| Szupak 84’ | Marcatori | 6’ (aut.) Steer |

| Arbitro: | Frickel |

|              |           |              |
| Pechtold 88’ | Marcatori | 18’ Subklewe |

| Arbitro: | Kuhn |

|                       |           |           |
| Deterding 4’ Ganz 12’ | Marcatori | 75’ Domes |

### Coppa di Germania
| Arbitro: | Linn |

|  |           |                                         |
|  | Marcatori | 19’, 65’ Müller 44’ Strack 89’ van Gool |

## Statistiche

### Statistiche di squadra
| Competizione      | Punti | In casa | In casa | In casa | In casa | In casa | In casa | In trasferta | In trasferta | In trasferta | In trasferta | In trasferta | In trasferta | Totale | Totale | Totale | Totale | Totale | Totale | DR  |
| Competizione      | Punti | G       | V       | N       | P       | Gf      | Gs      | G            | V            | N            | P            | Gf           | Gs           | G      | V      | N      | P      | Gf     | Gs     | DR  |
| ----------------- | ----- | ------- | ------- | ------- | ------- | ------- | ------- | ------------ | ------------ | ------------ | ------------ | ------------ | ------------ | ------ | ------ | ------ | ------ | ------ | ------ | --- |
| 2. Bundesliga     | 46    | 19      | 15      | 4       | 0       | 59      | 8       | 19           | 3            | 6            | 10           | 29           | 46           | 38     | 18     | 10     | 10     | 88     | 54     | +34 |
| Coppa di Germania | -     | 1       | 0       | 0       | 1       | 0       | 4       | 0            | 0            | 0            | 0            | 0            | 0            | 1      | 0      | 0      | 1      | 0      | 4      | -4  |
| Totale            | 46    | 20      | 15      | 4       | 1       | 59      | 12      | 19           | 3            | 6            | 10           | 29           | 46           | 39     | 18     | 10     | 11     | 88     | 58     | +30 |

### Andamento in campionato
| Giornata  | 1  | 2  | 3  | 4  | 5  | 6  | 7  | 8  | 9 | 10 | 11 | 12 | 13 | 14 | 15 | 16 | 17 | 18 | 19 | 20 | 21 | 22 | 23 | 24 | 25 | 26 | 27 | 28 | 29 | 30 | 31 | 32 | 33 | 34 | 35 | 36 | 37 | 38 |
| --------- | -- | -- | -- | -- | -- | -- | -- | -- | - | -- | -- | -- | -- | -- | -- | -- | -- | -- | -- | -- | -- | -- | -- | -- | -- | -- | -- | -- | -- | -- | -- | -- | -- | -- | -- | -- | -- | -- |
| Luogo     | T  | C  | T  | C  | T  | C  | C  | T  | C | T  | C  | T  | C  | T  | C  | T  | C  | T  | C  | C  | T  | C  | T  | C  | T  | T  | C  | T  | C  | T  | C  | T  | C  | T  | C  | T  | C  | T  |
| Risultato | P  | V  | P  | V  | P  | V  | N  | V  | V | P  | V  | V  | V  | N  | V  | P  | V  | N  | V  | V  | P  | N  | P  | V  | P  | N  | V  | N  | V  | N  | V  | P  | V  | V  | N  | N  | N  | P  |
| Posizione | 19 | 11 | 13 | 13 | 14 | 12 | 13 | 11 | 7 | 7  | 7  | 6  | 5  | 6  | 4  | 6  | 5  | 5  | 4  | 4  | 5  | 5  | 5  | 5  | 6  | 6  | 6  | 5  | 5  | 5  | 3  | 4  | 3  | 3  | 3  | 4  | 5  | 5  |

Legenda:

Luogo: C = Casa; T = Trasferta. Risultato: V = Vittoria; N = Pareggio; P = Sconfitta.

### Statistiche dei giocatori
| Giocatore       | 2. Bundesliga | 2. Bundesliga | 2. Bundesliga | 2. Bundesliga | Coppa di Germania | Coppa di Germania | Coppa di Germania | Coppa di Germania | Totale   | Totale | Totale      | Totale     |
| Giocatore       | Presenze      | Reti          | Ammonizioni   | Espulsioni    | Presenze          | Reti              | Ammonizioni       | Espulsioni        | Presenze | Reti   | Ammonizioni | Espulsioni |
| --------------- | ------------- | ------------- | ------------- | ------------- | ----------------- | ----------------- | ----------------- | ----------------- | -------- | ------ | ----------- | ---------- |
| P. Berg         | 30            | 2             | 5             | 0             | 1                 | 0                 | 1                 | 0                 | 31       | 2      | 6           | 0          |
| H. Bitz         | 37            | 15            | 5             | 0             | 1                 | 0                 | 0                 | 0                 | 38       | 15     | 5           | 0          |
| R. Blechschmidt | 37            | 11            | 3             | 0             | 1                 | 0                 | 0                 | 0                 | 38       | 11     | 3           | 0          |
| J. Domes        | 5             | 1             | 0             | 0             | 0                 | 0                 | 0                 | 0                 | 5        | 1      | 0           | 0          |
| K. Geinzer      | 25            | 2             | 0             | 0             | 1                 | 0                 | 0                 | 0                 | 26       | 2      | 0           | 0          |
| H. Göhler       | 1             | 0             | 0             | 0             | 0                 | 0                 | 0                 | 0                 | 1        | 0      | 0           | 0          |
| B. Helmschrot   | 38            | 0             | 3             | 0             | 1                 | 0                 | 0                 | 0                 | 39       | 0      | 3           | 0          |
| W. Kohls        | 0             | 0             | 0             | 0             | 0                 | 0                 | 0                 | 0                 | 0        | 0      | 0           | 0          |
| W. Krause       | 23            | 7             | 3             | 0             | 1                 | 0                 | 0                 | 0                 | 24       | 7      | 3           | 0          |
| T. Kroth        | 2             | 0             | 0             | 0             | 0                 | 0                 | 0                 | 0                 | 2        | 0      | 0           | 0          |
| U. Lasch        | 29            | 6             | 4             | 0             | 1                 | 0                 | 0                 | 0                 | 30       | 6      | 4           | 0          |
| S. Lottermann   | 17            | 1             | 0             | 0             | 0                 | 0                 | 0                 | 0                 | 17       | 1      | 0           | 0          |
| G. Müller       | 34            | 3             | 3             | 0             | 0                 | 0                 | 0                 | 0                 | 34       | 3      | 3           | 0          |
| B. Nathmann     | 2             | 0             | 0             | 0             | 0                 | 0                 | 0                 | 0                 | 2        | 0      | 0           | 0          |
| G. Paulus       | 36            | 3             | 1             | 0             | 1                 | 0                 | 0                 | 0                 | 37       | 3      | 1           | 0          |
| U. Pechtold     | 38            | 6             | 1             | 0             | 1                 | 0                 | 0                 | 0                 | 39       | 6      | 1           | 0          |
| W. Plaggemeyer  | 31            | 3             | 0             | 0             | 1                 | 0                 | 0                 | 0                 | 32       | 3      | 0           | 0          |
| B. Rudolf       | 1             | 0             | 0             | 0             | 0                 | 0                 | 0                 | 0                 | 1        | 0      | 0           | 0          |
| F. Schonert     | 30            | 7             | 2             | 0             | 0                 | 0                 | 0                 | 0                 | 30       | 7      | 2           | 0          |
| A. Seiler       | 30            | 14            | 0             | 0             | 1                 | 0                 | 0                 | 0                 | 31       | 14     | 0           | 0          |
| R. Völler       | 6             | 1             | 0             | 0             | 0                 | 0                 | 0                 | 0                 | 6        | 1      | 0           | 0          |
| B. Walz         | 25            | 3             | 4             | 0             | 1                 | 0                 | 0                 | 0                 | 26       | 3      | 4           | 0          |